# Корал
Кора́л — колонія морських безхребетних тварин типу кнідарій, головним чином із класу коралових поліпів Anthozoa (класичні корали) або класу Гідроїдні (гідрокорали), що мають твердий зовнішній скелет. Скелети деяких видів добувають з води, щоб використати як сувеніри, для ювелірних виробів і прикрас. Найвідоміший серед ювелірних видів червоний середземноморський корал Corallum rubum, з якого виробляють коралі. Корали в теплих морях створюють бар'єрні рифи, що відокремлюють берег і лагуну із солоною водою, можуть бути до 30 км шириною, у бар'єрних рифах звичайно бувають проходи для навігації через бар'єр у лагуну. Атоли являють собою суцільне або розірване кільце, що оточує мілководну лагуну. Основою для атола часто служить вершина підводного вулкану.

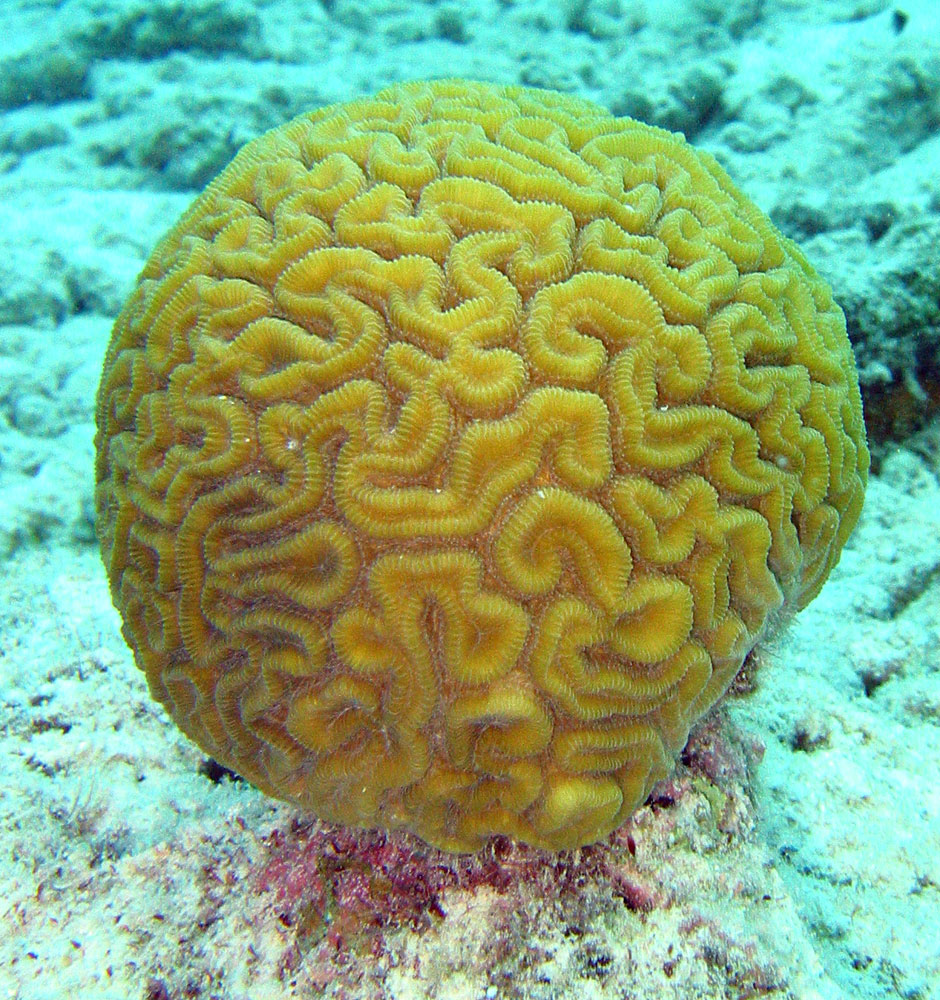
Корал

Білий корал

## Цікаві факти
Більшість коралів мають жорсткий скелет. Нещодавно[коли?] коралові рифи були знайдені в холодних водах Атлантичного океану поблизу Шотландії. Корали бувають різних форм: деревоподібні, віялові тощо. Найбільший кораловий риф знаходиться поблизу північно-східного узбережжя Австралії. Він простягається на відстань 2200 км.

## Хімічний склад і властивості
В основному складаються з карбонату кальцію з домішками карбонату магнію, і незначної кількості окису заліза. Містять близько 1 % органічної речовини. Індійський чорний корал майже повністю складається з органічної речовини.
Щільність коралів від 2,6 до 2,7; твердість близько 3,75 за шкалою Мооса. Чорні корали легші, їх щільність 1,32 — 1,35 [2].

## Застосування
У природі відомо понад 3500 різновидів коралів, в палітрі яких розрізняють до 350 кольорових відтінків. Корали використовуються як сировина для отримання вапна, деякі види — для виготовлення ювелірних прикрас. В останньому випадку особливо цінуються чорний (аккабар), білий та сріблясто-перламутровий «шкіра ангела», і найпопулярніший червоний і рожевий благородні корали.
Як і у випадку з перлами, висока вартість натуральних коралів призводить до великої кількості підробок. Діапазон дуже широкий, на одному кінці знаходяться пластмасові намиста
під корал, на іншому — натуральний корал, пофарбований в який-небудь колір.
Законом деяких країн (наприклад, Єгипту) вивезення коралів за межі території держави заборонений.

### Зміна тривалостідоби
У зв'язку з притяганням Місяця, видимим проявом чого є припливи, швидкість обертання Землі поступово зменшується. За сторіччя тривалість земної доби збільшується приблизно на 2 мілісекунди.
Зміну довжини дня протягом геологічного часу було перевірено експериментально, завдяки підрахунку кільцевих ліній у викопних коралів. Корали відкладають на своєму зовнішньому скелеті у вигляді кілець карбонат кальцію; циклічність відкладення кілець пов'язана як з денним освітленням, так і з періодичними сезонними змінами: в 1963 році американський палеонтолог Джон Уеллс (1907—1994) відкрив, що з кільцевих утворень на епітеке коралів можна визначити кількість днів в році тієї епохи, коли ці корали жили. З огляду на зміну тривалості року і екстраполюючи назад в часі уповільнення швидкості обертання Землі завдяки впливу Місяця, можна також визначити тривалість доби в той чи інший геологічний період:
| Час         | Геологічний період | Число днів в році | Тривалість доби |
| ----------- | ------------------ | ----------------- | --------------- |
| Сьогодні    | Четвертичний       | 365               | 24 год          |
| 100 млн л.т | Юра                | 380               | 23 год          |
| 200 млн л.т | Перм               | 390               | 22,5 годин      |
| 300 млн л.т | Карбон             | 400               | 22 год          |
| 400 млн л.т | Силур              | 410               | 21,5 год        |
| 500 млн л.т | Кембрій            | 425               | 20,5 год        |

Згідно з новим міжнародним дослідженням, збільшення тривалості дня могло мати важливий вплив на характер і час насичення Землі киснем.
«Незмінне питання в науці про Землю полягає в тому, як атмосфера Землі отримала кисень і які чинники відбувалися під час оксигенації», — відзначив співавтор дослідження Грегорі Дік, геомікробіолог з Департаменту наук про Землю та довкілля Мічиганського університету (США).

## Забарвлення
Найчастіше для прикрас використовують благородний корал, пофарбований у різні відтінки рожевого і червоного кольору. Колір коралів залежить від складу і кількості органічних сполук: зустрічаються не тільки рожеві, а й червоні, блакитні, білі і навіть чорні корали. У Китаї та Індії видобувають чорні корали .
Рожеві, червоні і чорні корали вважаються найціннішими.